# Vicky Leandros

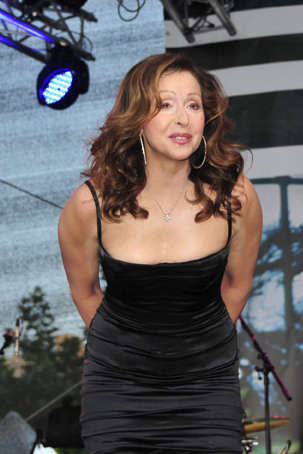
Vicky Leandros

Vicky Leandros (Βίκυ Λέανδρος, pe numele ei real Vasiliki Papathanassiou, Βασιλική Παπαθανασίου) (n. 23 august 1949, Corfu) este o cântăreață și politiciană de origine greacă, naturalizată germană.
A câștigat concursul muzical Eurovision 1972 reprezentând statul Luxemburg cu melodia Après Toi (După tine).